# Condita
Une condita est une désignation de circonscription territoriale qui apparaît au VIIe siècle et est en usage durant la période carolingienne.
Cette circonscription était d'usage dans l'Ouest de la France: Armorique, Maine et Touraine.